# Stazione di Casaleone
Stazione di Casaleone 1967-ben bezárt vasútállomás Olaszországban, Veneto régióban, Casaleone településen.

## Vasútvonalak
Az állomást az alábbi vasútvonalak érintették:
- Treviso-Ostiglia-vasútvonal

## Kapcsolódó állomások
A vasútállomáshoz az alábbi állomások vannak a legközelebb: 
- Stazione di Aselogna
- Stazione di Ostiglia (1911)